# Мербольд, Ульф Дитрих
Ульф Ди́трих Ме́рбольд (нем. Ulf Dietrich Merbold; род. 20 июня 1941, Грайц, Тюрингия, Германская империя) — первый западногерманский астронавт и второй немец, побывавший в космосе. Первый астронавт Европейского космического агентства (ЕКА).
Первый неамериканец, совершивший полёт на американском космическом корабле. Вместе с Байроном Лихтенбергом стал первым специалистом по полезной космической нагрузке на борту корабля «Спейс Шаттл».

## Образование
Ульф Мербольд появился на свет в 40 км от того места, где родился первый немецкий космонавт Зигмунд Йен. Оба росли в Восточной Германии. Однако после окончания школы в 1960 году Ульф Мербольд, как и тысячи других немцев, ещё до строительства Берлинской стены, бежал в ФРГ. Изучал физику в Штутгартском университете, получил диплом в 1968 году и степень доктора естественных наук в 1976 году. В дальнейшем работал сотрудником Научно-исследовательского металлургического института им. Макса Планка в Штутгарте, занимаясь физикой твёрдого тела и низких температур.

## Космическая подготовка
18 мая 1978 года в числе трёх финалистов (вместе с Вюббо Оккелсом и Клодом Николье) был отобран ЕКА для выполнения полёта в качестве специалиста по полезной нагрузке — модуля «Спейслэб». С августа 1978 года проходил общекосмическую подготовку. Получив в 1982 году назначение в экипаж, в январе он начал тренироваться в Центре космических полётов имени Маршалла в Хантсвилле (Алабама), а 20 сентября 1982 года решением генерального директора ЕКА был назначен в основной экипаж шаттла «Колумбия».

## Космические полёты

### Полёт на «Колумбии» (STS-9)
Свой первый полёт в космос 42-летний Ульф Мербольд совершил 28 ноября — 8 декабря 1983 года на борту космического корабля «Колумбия». Впервые экипаж космического корабля был настолько многочисленным — 6 человек, впервые в полёте участвовали астронавты — специалисты по полезной нагрузке, впервые в грузовом отсеке шаттла был размещён герметичный модуль — европейская научная лаборатория «Спейслэб-1», впервые на американском корабле находился неамериканский астронавт. Главной целью миссии было испытание научной лаборатории в космосе и выполнение на её борту 72 сложных экспериментов. Этот полёт оказался и рекордно длительным для «Спейс шаттла» — 10 суток 7 часов 47 минут 23 секунды.

### Межполётная деятельность
В 1984—1985 гг. Ульф Мербольд принимал участие в подготовке первой немецкой лаборатории Spacelab D-1 и в октябре — ноябре 1985 года был дублирующим специалистом по полезной нагрузке во время полёта STS-61A, а также координатором связи с экипажем.
В 1986 году Мербольд переведён в Европейский центр космических исследований и технологий (European Space Research and Technology Centre, ESTEC) в Нордвейке в Голландии для работы над европейским космическим модулем «Коламбус», составной частью Международной космической станции (МКС). В 1987 году У. Мербольд стал главой отряда астронавтов немецкого агентства DLR, занимаясь подготовкой полёта по программе Spacelab D-2.

### Полёт на «Дискавери» (STS-42)
В декабре 1988 года НАСА назначила Мербольда кандидатом в специалисты по полезной нагрузке для полёта по программе IML-1 (Международная микрогравитационная лаборатория). Подготовка к старту началась в апреле 1989 года, а в январе 1990-го Мербольд был назначен в основной экипаж.
Полёт на «Дискавери» был осуществлён 22—30 января 1992 года. Его продолжительность составила 8 суток 1 час 14 минут 45 секунд.
В апреле — мае 1993 года являлся научным координатором второй немецкой экспедиции Spacelab D-2 (STS-55), находясь в германском Оберпфаффенхофене.

### Полёт на «Союзе ТМ-20»

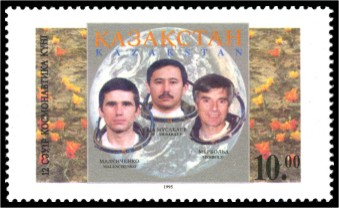
Почтовая марка Казахстана: Юрий Маленченко, Талгат Мусабаев, Ульф Мербольд

В августе 1993 года Ульф Мербольд начал подготовку в ЦПК им. Ю. А. Гагарина к первому из двух российско-европейских полётов на станцию «Мир» по программе «Евромир-1» в качестве космонавта-исследователя. В 1994 году он, в возрасте 53 лет, стал первым из астронавтов ЕКА, совершившим полёт на российском космическом корабле. Стартовав 4 октября 1994 года на «Союзе ТМ-20» вместе с Александром Викторенко и Еленой Кондаковой (17-я основная экспедиция), Мербольд прибыл на станцию «Мир», где в течение месяца выполнял различные эксперименты. Вернулся на Землю немецкий астронавт 4 ноября 1994 года на «Союзе ТМ-19» вместе с Юрием Маленченко и Талгатом Мусабаевым (16-я основная экспедиция). В этом полёте Ульф Мербольд провёл 31 день 12 часов 36 минут.
Суммарная продолжительность трёх космических полётов составила 49 суток 21 час 38 минут 4 секунды.
Статистика
| # | Стартовый корабль | Старт                 | Экспедиция     | Корабль посадки  | Посадка               | Налёт                      | Выходы в открытый космос | Время в открытом космосе |
| - | ----------------- | --------------------- | -------------- | ---------------- | --------------------- | -------------------------- | ------------------------ | ------------------------ |
| 1 | Колумбия STS-9    | 28.11.1983, 15:59 UTC | STS-9          | Колумбия STS-9   | 08.12.1983, 23:47 UTC | 10 суток 07 часов 47 минут | 0                        | 0                        |
| 2 | Дискавери STS-42  | 22.01.1992, 14:52 UTC | STS-42         | Дискавери STS-42 | 30.01.1992, 16:07 UTC | 08 суток 01 час 14 минут   | 0                        | 0                        |
| 3 | Союз ТМ-20        | 03.10.1994, 22:42 UTC | Мир (16), (17) | Союз ТМ-19       | 04.11.1994, 11:18 UTC | 31 сутки 12 часов 35 минут | 0                        | 0                        |
|   |                   |                       |                |                  |                       | 49 суток 21 час 36 минут   | 0                        | 0                        |

## После стартов
С января 1995 года возглавлял отряд астронавтов ЕКА в Кёльне. С конца октября 1999 по 30 июля 2004 года работал в Управлении пилотируемых полётов и микрогравитации в Европейском центре космических исследований и технологий в Нордвейке.

## Награды
- Офицер ордена «За заслуги перед Федеративной Республикой Германия» (1984).
- Орден Дружбы (24 ноября 1994 года, Россия) — за активное участие в подготовке и успешном осуществлении длительного международного космического полёта на орбитальном научно-исследовательском комплексе «Мир», проявленные при этом мужество и героизм[5]
- Орден «Парасат» (12 января 1995 года, Казахстан);[6]
- Медаль «За заслуги в освоении космоса» (12 апреля 2011 года, Россия) — за большой вклад в развитие международного сотрудничества в области пилотируемой космонавтики[7].

## Семья, увлечения
Женат на Биргит Райстер, имеет двух дочерей. Увлекается лыжами, планеризмом, игрой на фортепиано.